# Saint Mary’s Abbey (Dublin)
Saint Mary’s Abbey (St. Mary Ostmanby; Sancta Maria juxta Dublinum; Glencairn, irisch Mainistir Mhuire) in Dublin ist eine ehemalige Zisterziensermönchsabtei im County Dublin in der heutigen Republik Irland. Es lag gegenüber der Altstadt von Dublin westlich der heutigen Capel Street.

## Geschichte
Das Kloster wurde 1139 für Mönche aus der Kongregation von Savigny, die sich 1147 dem Zisterzienserorden anschloss, gegründet und gehörte damit der Filiation der Primarabtei Kloster Clairvaux an. Das Kloster übernahm die von Buildwas Abbey gegründete Dunbrody Abbey, wurde jedoch selbst Combermere Abbey in Cheshire und um 1156 Buildwas Abbey in Shropshire unterstellt. Von Saint Mary’s wurde im Jahr 1214 noch Abbeylara Abbey gegründet. 1303 wurden Abtei und Kirche durch ein Feuer zerstört, aber anschließend wieder aufgebaut. Das Kloster gehörte zu den größten in Irland und war das vermögendste Zisterzienserkloster auf der Insel und stand nur den englischen Klöstern Furness und Fountains nach. Nach der Klosterauflösung im Jahr 1539 wurden die Klostergüter 1541 an John Travers übergeben und die Kirche wurde zum Armeearsenal. 1543 wurde ein größerer Teil der Abtei an den Earl von Desmond überlassen. Bis 1680 war der größere Teil der Klostergebäude verschwunden und nur der Kapitelsaal entging dem Abbruch und dient heute als Ausstellungsgebäude.

## Bauten und Anlage

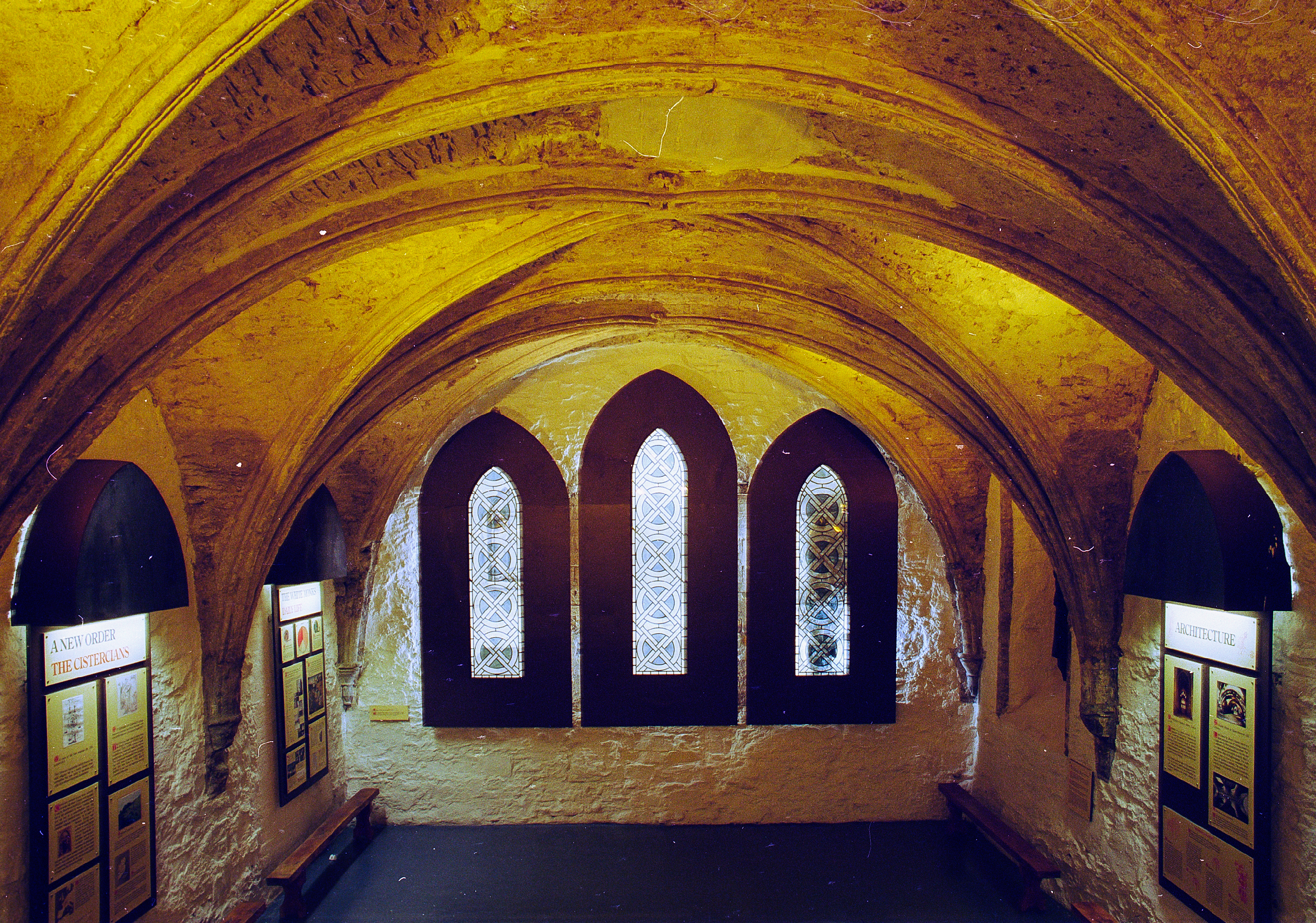
Erhaltener Kapitelsaal mit Ausstellung

Bis auf den heute als Gedenkstätte hergerichteten Kapitelsaal mit drei Lanzettfenstern und Kreuzrippengewölbe sind keine Reste erhalten.